# Marcel Cuvelier
Marcel Cuvelier (14 de mayo de 1924 - 6 de enero del 2015) fue un actor y director teatral, cinematográfico y televisivo francés.

## Biografía
Nacido en Glageon, Francia, Marcel Cuvelier fue sobre todo un hombre de teatro. En la primavera de 1950 dirigió su primera puesta en escena, Nous avons les mains rouges, de Jean Meckert. Entre 1950 y 1951 dirigió obras de Eugène Ionesco y actuó, en el Théâtre de Poche Montparnasse y en el Teatro de la Huchette, en La cantante calva y La lección. Igualmente La Lettre perdue, de Ion Luca Caragiale, en el Théâtre de Poche Montparnasse, en París, en 1954. Después adaptó, dirigió e interpretó Oblómov en el Teatro de los Campos Elíseos.
Cuvelier obtuvo en el año 2000, un Premio Molière al mejor actor de reparto por su papel en Mon père avait raison.
En su faceta cinematográfica, Marcel Cuvelier debutó en 1958 con Ascensor para el cadalso, de Louis Malle. Posteriormente hizo filmes como L'Aveu (de Costa-Gavras, en 1970), La Vérité (de Henri-Georges Clouzot, en 1960, con Brigitte Bardot), Le Doulos (de Jean-Pierre Melville, en 1962, con Jean-Paul Belmondo), Les Bonnes Causes (de Christian-Jaque, en 1963, con Bourvil), La guerre est finie (de Alain Resnais, en 1966, con Yves Montand), L'Héritier (de Philippe Labro, en 1972), y Stavisky (de Alain Resnais, en 1974).
Para la pequeña pantalla hizo numerosas interpretaciones en telefilmes o series, entre ellos Les Cinq Dernières Minutes (episodio Napoléon est mort à Saint-Mandé, en 1965), cuatro episodios de Vidocq, Vipère au poing (1971, de Pierre Cardinal, con Alice Sapritch), o Les Enquêtes du commissaire Maigret entre 1984 y 1985.
Marcel Cuvelier falleció en 2015 en París, Francia. Fue enterrado en el Cementerio de Montmartre. Había estado casado con la actriz Thérèse Quentin. Su hija, Marie Cuvelier, es también actriz, actuando igualmente en el Teatro de La Huchette.

## Teatro

### Autor
- 1980 : Pour l'amour de l'humanité, escenografía de Marcel Cuvelier y Jean-Christian Grinevald, Théâtre Marie-Stuart
- 1999 : Le Domaine des femmes, a partir de Antón Chéjov, Teatro de la Huchette

### Actor
- 1948 : Le Cirque aux illusions, de René Aubert, escenografía de Jan Doat, Théâtre Mouffetard
- 1949 : La Dame d’Avignon, de Jean-Charles Pichon, escenografía de France Guy, Théâtre Mouffetard
- 1950 : Nous avons les mains rouges, de Jean Meckert, escenografía de Marcel Cuvelier, Théâtre Verlaine
- 1951 : La lección, de Eugène Ionesco, escenografía de Marcel Cuvelier, Poche Montparnasse
- 1951 : Sacher-Masoch ou le Christ orphelin, de Daniel Mauroc, escenografía de Marcel Cuvelier, Poche Montparnasse
- 1951 : Les Radis creux, de Jean Meckert, escenografía de France Guy, Poche Montparnasse
- 1951 : Mort au comptant, de Jean-Charles Pichon, escenografía de France Guy, Poche Montparnasse
- 1955 : L’Opéra du gueux, de John Gay, escenografía de André Cellier y Gilles Léger, Poche Montparnasse
- 1957 : La Lettre perdue, de Ion Luca Caragiale, escenografía de Marcel Cuvelier, Théâtre des Célestins
- 1957 : Scabreuse Aventure, de Fiódor Dostoyevski, escenografía de Georges Annenkov, Théâtre du Vieux Colombier
- 1959 : La Tête des autres, de Marcel Aymé, escenografía de André Barsacq, Théâtre de l'Atelier
- 1959 : Un beau dimanche de septembre, de Ugo Betti, escenografía de André Barsacq, Théâtre de l'Atelier
- 1959 : La Punaise, de Vladimir Maïakovski, escenografía de André Barsacq, Théâtre de l'Atelier
- 1960 : Trampa para un hombre solo, de Robert Thomas, escenografía de Jacques Charon, Théâtre des Bouffes-Parisiens
- 1960 : Les Joies de la famille, de Philippe Hériat, escenografía de Claude Sainval, Teatro de los Campos Elíseos
- 1961 : Trampa para un hombre solo, de Robert Thomas, escenografía de Jacques Charon, Théâtre des Célestins
- 1961 : La Grotte, de Jean Anouilh, escenografía del autor y Roland Piétri, Teatro Montparnasse
- 1962 : Le Roi se meurt, de Eugène Ionesco, escenografía de Jacques Mauclair, Teatro de la Alliance française
- 1963 : Oblómov, de Iván Goncharov, escenografía de Marcel Cuvelier, Teatro de los Campos Elíseos
- 1964 : Jacques le fataliste, de Henry Mary a partir de Diderot, escenografía de Edmond Tamiz, Théâtre Récamier
- 1966 : Historia del zoo, de Edward Albee, escenografía de Daniel Emilfork y Laurent Terzieff, Théâtre de Lutèce
- 1967 : La Sonate des spectres, de August Strindberg, escenografía de Jean Gillibert, Teatro de la Alliance française
- 1968 : La lección, de Eugène Ionesco, escenografía de Jacques Mauclair, Festival de la Cité en Carcasona, Festival de Collioure, Théâtre du Midi
- 1968 : Le Roi se meurt, de Eugène Ionesco, escenografía de Jacques Mauclair, Festival de la Cité Carcasona, Théâtre du Midi
- 1968 : Demain une fenêtre sur rue, de Jean-Claude Grumberg, escenografía de Marcel Cuvelier, Teatro de la Alliance française
- 1969 : Demain une fenêtre sur rue, de Jean-Claude Grumberg, escenografía de Marcel Cuvelier, Théâtre des Célestins
- 1970 : L'Augmentation, de Georges Perec, escenografía de Marcel Cuvelier, Théâtre de la Gaîté-Montparnasse
- 1970 : Marie Tudor, de Victor Hugo, escenografía de Georges Werler, Théâtre de l'Est parisien
- 1973 : Le Cochon noir, de Roger Planchon, escenografía del autor, Teatro Nacional Popular
- 1975 : La gaviota, de Antón Chéjov, escenografía de Lucian Pintilie, Théâtre de la Ville
- 1978 : Le Pont japonais, de Leonard Spigelgass, escenografía de Gérard Vergez, Théâtre Antoine
- 1983 : La Prise de l'école de Madhubaï, de Hélène Cixous, escenografía de Michelle Marquais, Teatro del Odéon
- 1985 : Ma femme, de Antón Chéjov, escenografía de Marcel Cuvelier, Poche Montparnasse
- 1986 : El avaro, de Molière, escenografía de Roger Planchon, Teatro Nacional Popular, Teatro Mogador
- 1987 : L’Hurluberlu, de Jean Anouilh, escenografía de Gérard Vergez, Théâtre du Palais-Royal
- 1989 : Comme tu me veux, de Luigi Pirandello, escenografía de Maurice Attias, Théâtre de la Madeleine
- 1990 : Comme tu me veux, de Luigi Pirandello, escenografía de Maurice Attias, Théâtre des Célestins
- 1990 : Je ne me souviens plus de rien, de Arthur Miller, escenografía de Marcel Cuvelier, Théâtre du Tourtour
- 1994 : Les Quatre Lundis de Darnetal, de Marcel Cuvelier, escenografía del autor, Teatro de la Huchette
- 1995 : Final de partida, de Samuel Beckett, escenografía de Armand Delcampe, Théâtre de l'Atelier
- 1996 : Final de partida, de Samuel Beckett, escenografía de Armand Delcampe, Théâtre des Célestins, gira
- 1997 : Bel-Ami, de Pierre Laville a partir de Guy de Maupassant, escenografía de Didier Long, Théâtre Antoine
- 1998 : Mon père avait raison, de Sacha Guitry, escenografía de Jean-Claude Brialy, Théâtre des Célestins
- 1999 : Mon père avait raison, de Sacha Guitry, escenografía de Jean-Claude Brialy, Théâtre des Bouffes-Parisiens
- 2002 : Histoires de On, de Jean-Claude Grumberg, escenografía de Marcel Cuvelier, Teatro de la Huchette
- 2004 : Paris vaut bien une messe, de Robert Reverger, escenografía de Marcel Cuvelier, Teatro de la Huchette
- 2004 : S'agite et se pavane, de Ingmar Bergman, escenografía de Roger Planchon, Teatro Eldorado
- 2005 : Landru, de Laurent Ruquier, escenografía de Jean-Luc Tardieu, Théâtre Marigny
- 2010 : L'Infâme, de Roger Planchon, escenografía de Jacques Rosner, Théâtre Ouvert

### Director
- 1950 : Nous avons les mains rouges, de Jean Meckert, Théâtre Verlaine
- 1951 : La lección, de Eugène Ionesco, Poche Montparnasse
- 1951 : Sacher-Masoch]] ou le Christ orphelin, de Daniel Mauroc, Poche Montparnasse
- 1952 : La lección, de Eugène Ionesco, Teatro de la Huchette
- 1953 : L’Alchimiste, de Ben Jonson, Poche Montparnasse
- 1954 : La Lettre perdue, de Ion Luca Caragiale, Poche Montparnasse
- 1955 : Le Jeu de l’amour et de la mort, de Romain Rolland, Poche Montparnasse
- 1963 : Oblómov, de Iván Goncharov, Teatro de los Campos Elíseos
- 1968 : Demain une fenêtre sur rue, de Jean-Claude Grumberg, Teatro de la Alliance française
- 1968 : ...Et à la fin était le bang, de René de Obaldia, Théâtre des Célestins
- 1970 : L'Augmentation, de Georges Perec, Théâtre de la Gaîté-Montparnasse
- 1980 : Pour l'amour de l'humanité, de Marcel Cuvelier, escenografía con Jean-Christian Grinevald, Théâtre Marie Stuart
- 1982 : L'Augmentation, de Georges Perec, Teatro de la Huchette
- 1985 : Ma femme, de Antón Chéjov, Poche Montparnasse
- 1986 : Rhapsodie-Béton, de Georges Michel, Teatro de la Huchette
- 1987 : Lettre d'une inconnue, de Alain Laurent a partir de Stefan Zweig, Teatro de la Huchette
- 1990 : Je ne me souviens plus de rien, de Arthur Miller, Théâtre du Tourtour
- 1994 : Les Quatre Lundis de Darnetal, de Marcel Cuvelier, Teatro de la Huchette
- 1995 : Lillian, de William Luce a partir de Une femme inachevée, de Lillian Hellman, Théâtre du Tourtour
- 1996 : Théâtre en miettes, de Eugène Ionesco, Teatro de la Huchette
- 1999 : Le Domaine des femmes, de Marcel Cuvelier a partir de Antón Chéjov, Teatro de la Huchette
- 2002 : Histoires de On, de Jean-Claude Grumberg, Teatro de la Huchette
- 2004 : Paris vaut bien une messe, de Robert Reverger, Teatro de la Huchette

## Filmografía

### Cine
- 1958 : Ascensor para el cadalso, de Louis Malle
- 1959 : Les Affreux, de Marc Allégret
- 1960 : On n'enterre pas le dimanche, de Michel Drach
- 1960 : La Vérité, de Henri-Georges Clouzot
- 1962 : Le Combat dans l'île, de Alain Cavalier
- 1962 : Le doulos, de Jean-Pierre Melville
- 1963 : Les Bonnes Causes, de Christian-Jaque
- 1966 : La guerre est finie, de Alain Resnais
- 1966 : Trappola per l'assassino, de Riccardo Freda
- 1967 : Le Grand Meaulnes, de Jean-Gabriel Albicocco
- 1970 : L'Aveu, de Costa-Gavras
- 1973 : L'Héritier, de Philippe Labro
- 1973 : Kamouraska, de Claude Jutra
- 1974 : Le Beau Samedi, de Renaud Walter
- 1974 : Stavisky, de Alain Resnais
- 1975 : La Brigade, de René Gilson
- 1977 : Les Ambassadeurs, de Naceur Ktari
- 1980 : L'Œil du maître, de Stéphane Kurc
- 2003 : Laisse tes mains sur mes hanches, de Chantal Lauby
- 2007 : 72/50, de Armel de Lorme y Gauthier Fages de Bouteiller
- 2008 : Aide-toi, le ciel t'aidera, de François Dupeyron

### Televisión
- 1962 : Le Théâtre de la jeunesse : La Fille du capitaine, de Alain Boudet
- 1965 : Les Cinq Dernières Minutes : episodio Napoléon est mort à Saint-Mandé, de Claude Loursais
- 1965 : Le Bonheur conjugal,  de Jacqueline Audry
- 1965 : Le train bleu s'arrête 13 fois, episodio Lyon, marché en main, de Michel Drach
- 1966 : L'Écharpe, de Abder Isker
- 1966 : Les Compagnons de Jéhu, de Michel Drach
- 1966 : Monsieur Robert Houdin, de Robert Valey
- 1966 : Beaumarchais ou 60000 fusils, de Marcel Bluwal
- 1967 : Valmy, de Jean Chérasse y Abel Gance
- 1967 : Lagardère, de Jean-Pierre Decourt
- 1967 : L'Affaire Lourdes, de Marcel Bluwal
- 1968 : L'Orgue fantastique, de Jacques Trébouta y Robert Valey
- 1971 : Vipère au poing, de Pierre Cardinal
- 1971 : Les Nouvelles Aventures de Vidocq, de Marcel Bluwal
- 1971 : Le Tribunal de l'impossible : episodio Le Voleur de cerveau, de Alain Boudet
- 1971 : Mesure pour mesure, dirección de Marcel Bluwal
- 1972 : L'Homme qui a sauvé Londres, de Jean L'Hôte
- 1972 : La Mort d'un champion, de Abder Isker
- 1972 : Les Sanglots longs, de Jean-Paul Carrère
- 1972 : Ossicum 12, de Gérard Herzog
- 1973 : William Conrad, de André Charpak
- 1973 : L'Enlèvement, de Jean L'Hôte
- 1974 : Eugène Sue, de Jacques Nahum
- 1974 : Les Oiseaux de la lune, d André Barsacq
- 1974 : Le Pain noir, de Serge Moati
- 1974 : Madame Bovary, de Pierre Cardinal
- 1975 : Les Ailes de la colombe, de Daniel Georgeot
- 1977 : Les Confessions d'un enfant de chœur, de Jean L'Hôte
- 1977 : L'Œil de l'autre, de Bernard Queysanne
- 1977 : Bergeval père et fils, de Henri Colpi
- 1977 : Les Procès témoins de leur temps, episodio Les fusils sont arrivés, de Roger Kahane
- 1978 : Meurtre sur la personne de la mer, de Michel Subiela
- 1978 : Il était un musicien, episodio Monsieur Schumann, de Bernard Queysanne
- 1978 : Les lieux d'une fugue, de Georges Perec
- 1978 : Les Héritiers, episodio Photos de famille, de Juan Luis Buñuel
- 1978 : Brigade des mineurs, episodio Tête de rivière, de Guy Lessertisseur
- 1979 : Les Amours de la belle époque, episodio L'Automne d'une femme, de Jeannette Hubert
- 1980 : Les Dossiers éclatés, episodio La Lame et le manche de Alain Boudet
- 1980 : Vient de paraître, de Yves-André Hubert
- 1981 : La Vie des autres, episodio L'Ascension de Catherine Sarrazin, de Jean-Pierre Prévost
- 1981 : Le Pont japonais, de Jacques Duhen
- 1982 : Les Amours des années grises, episodio Histoire d'un bonheur, de Marion Sarraut
- 1982 : L'Enlèvement de Ben Bella, de Pierre Lefranc
- 1983 : Julien Fontanes, magistrat, episodio Perpète, de Jean-Pierre Decourt
- 1983 : Diane Lanster, de Bernard Queysanne
- 1983 : Deux amies d'enfance, de Nina Companéez
- 1983 : L'Armistice de Juin 40, de Hervé Baslé
- 1983 : La Veuve rouge, de Édouard Molinaro
- 1984 : Aveugle, que veux-tu ?, de Juan Luis Buñuel
- 1984 : Irène et Fred, de Roger Kahane
- 1984 : Les Enquêtes du commissaire Maigret, episodio l'Ami d'enfance de Maigret, de Stéphane Bertin
- 1984 : Les Enquêtes du commissaire Maigret, episodio Maigret se défend, de Georges Ferraro
- 1985 : Stradivarius, de Jacques Kirsner
- 1985 : Les Enquêtes du commissaire Maigret, episodio Le Revolver de Maigret, de Jean Brard
- 1986 : L'Affaire Marie Besnard, de Yves-André Hubert
- 1989 : Palettes, de Alain Jaubert
- 1989 : Euroflics, episodio La Bourse ou la vie, de Roger Pigaut
- 1996 : Mésaventures, episodio Grève au-dessous de zéro, de Stéphane Bertin
- 2004 : PJ, episodio Infiltrations, de Gérard Vergez

## Premios
- Premio Molière de 1998 : Nominado al Premio Molière al mejor actor de reparto por Bel-Ami
- Premio Molière de 2000 : Premio Molière al mejor actor de reparto por Mon père avait raison
- Premio SACD de 2000 : Premio teatral de la Société des auteurs et compositeurs dramatiques